# Bretea Mureșană
Bretea Mureșană – wieś w Rumunii, w okręgu Hunedoara, w gminie Ilia. W 2011 roku liczyła 585 mieszkańców.